# 柯維楨
柯維楨（?—?），字翰周，一字緘三，自號小丹邱，浙江嘉善人。
柯崇樸之弟，康熙十四年乙卯舉人。十八年舉博學鴻儒科，因丁憂作罷。善吟咏，诗学盛唐。著有《纪游草》、《澄烟阁诗》、《小丹邱客譚》等。